# Image22
『image22 vingt-deux』（イマージュ22・ヴァンデ）は、2022年8月3日にソニー・ミュージックジャパン インターナショナル（ソニー・クラシカル）から発売されたニューエイジ・ミュージックのコンピレーション・アルバム『image』シリーズの第22弾。規格品番：SICC-30600。2000年のシリーズ開始以来となる8月発売となった。

## 収録曲
1. アレクシス・フレンチ「峡谷」
  - 作曲・編曲：アレクシス・フレンチ
2. 葉加瀬太郎「Etupirka 2018 ～ Duo Ver.」
  - 作曲：葉加瀬太郎　編曲：鳥山雄司
3. 春畑道哉「Promised Land」
  - 作曲・編曲：春畑道哉
  - 南町田グランベリーパーク テーマ曲
4. 宮本笑里「木星 with 福川伸陽」
  - 作曲：グスターヴ・ホルスト
  - デビュー15周年記念アルバム「classique deux」より
5. 羽毛田丈史「混声の森～メインテーマ～」（初CD化）
  - 作曲・編曲：羽毛田丈史
  - NHKドラマ「混声の森」メインテーマ
6. sasayaki lullaby「Closer」（初CD化）
  - 作詞・作曲：アシュリー・フランジパーネ/アンドリュー・タガート/ショーン・チャールズ・フランク
  - 編曲：sasayaki lullaby
7. 川井郁子「エヴァーグリーン（映画「スター誕生」愛のテーマ）」
  - 作詞・作曲：ポール・ウィリアムズ/バーブラ・ストライサンド
8. 小松亮太「リベルタンゴ（ヴァージョン2005）」
  - 作曲：ピアソラ　編曲：林正樹
  - ラジオ番組「小松亮太の音楽世界旅行」テーマ曲
9. 沖仁「ランドセル」（初CD化）
  - 作曲・編曲：沖仁
  - デビュー20周年記念アルバム「20 VEINTE～20年の軌跡～」より
10. 加古隆「峠 最後のサムライ〜惜別〜（映画「峠 最後のサムライ」より）」
  - 作曲・編曲：加古隆
11. 角野隼斗「ピアノ・ソナタ第0番「奏鳴」」
  - 作曲：角野隼斗
  - 京都市京セラ美術館特別展「綺羅めく京の明治美術〜世界が驚いた帝室技芸員の神業」テーマ曲
12. ゴンチチ「Floating Bell（映画「クラゲとあの娘」より）」
  - 作曲・編曲：ゴンチチ
13. 宮本笑里×DAITA「Laramidia」
  - 作曲・編曲：DAITA
  - 「Sony presents Dino Science 恐竜科学博～ララミディア大陸の恐竜物語～」公式テーマ曲
14. ポール・ギルバート「大河紀行1」
  - 作曲・編曲：エバン・コール
  - NHK大河ドラマ「鎌倉殿の13人」紀行テーマ
15. 高嶋ちさ子「You Raise Me Up」
  - 作詞：Brendan Graham　作曲：ロルフ・ラヴランド
  - 編曲：伊賀拓郎
16. Aura「ウィンター・ワンダーランド」
  - 作詞：フェリックス・バーナード（英語版）
  - 作曲：リチャード・バーナード・スミス（英語版）
  - 編曲：田中理恵子
17. image meets Amadeus Code「milky way」[2]（初CD化）
  - 作曲・編曲：Evoke Music+
18. フランチェスコ・トリスターノ「RSのためのアリア」
  - 作曲・編曲：フランチェスコ・トリスターノ